# Coelichneumon godwinausteni
Coelichneumon godwinausteni là một loài tò vò trong họ Ichneumonidae.